# Escurçonera de nap
L'escurçonera, escurçonera hispana, escurçonera de nap, barballa o salsafí francès entre altres (Scorzonera hispanica) és una planta conreada de la família Asteraceae d'origen mediterrani. És semblant al salsifí (Tragopogon porrifolius), amb el qual a vegades es confon.
El nom sembla provenir del català escurçó perquè es creia popularment que protegia de la mossegada d'aquesta serp, ja que l'aqueni sembla el cap d'un escurçó (segons Pius Font i Quer).

## Etimologia
És visible el terme comú en la majoria de noms populars o sinònims de l'Escurçonera.
En principi, es cregué que la veu escorzonera derivà de l'italià scorzonera i aquesta alhora de scorza (que vol dir escorça) i nera (que vol dir negra). Però aquesta etimologia ja va ser posada en dubte per alguns grans botànics i científics com Marzell i Mattioli. L'autèntic origen va ser descobert cap al 1561 (veiem per tant que és una espècie prou estudiada i antigament descoberta), on es va trobar pels camps d'Espanya i que segons escrits antics pseudocientífics es tractava d'un remei eficaç contra les mossegades o picades d'escurçons i altres animals verinosos. També se li atribuí més propietats beneficioses: per al tractament d'atacs epilèptics, per al tractament de la tristor, per a la promoció del riure i per aguditzar la vista.

## Ecologia
Planta herbàcia cosmopolita. Es troba a nivell mundial: podem trobar-la al centre i sud d'Europa, a Sibèria, al nord d'Àfrica i al Brasil, però és nativa del sud-est d'Europa, principalment a Espanya. En el principat de Catalunya es troba de forma una mica per tot arreu, ja que no demana gaire condicions per desenvolupar-se amb normalitat.
És fàcil trobar-la en climes de tipus mediterrani, mentre que en zones muntanyoses o amb climes més extrems, la seva densitat de població disminueix notablement. Es troba en la major part de la zona oriental de la conca mediterrània, mentre que disminueix a mesura que ens desplacem cap a la zona occidental.

## Descripció morfològica

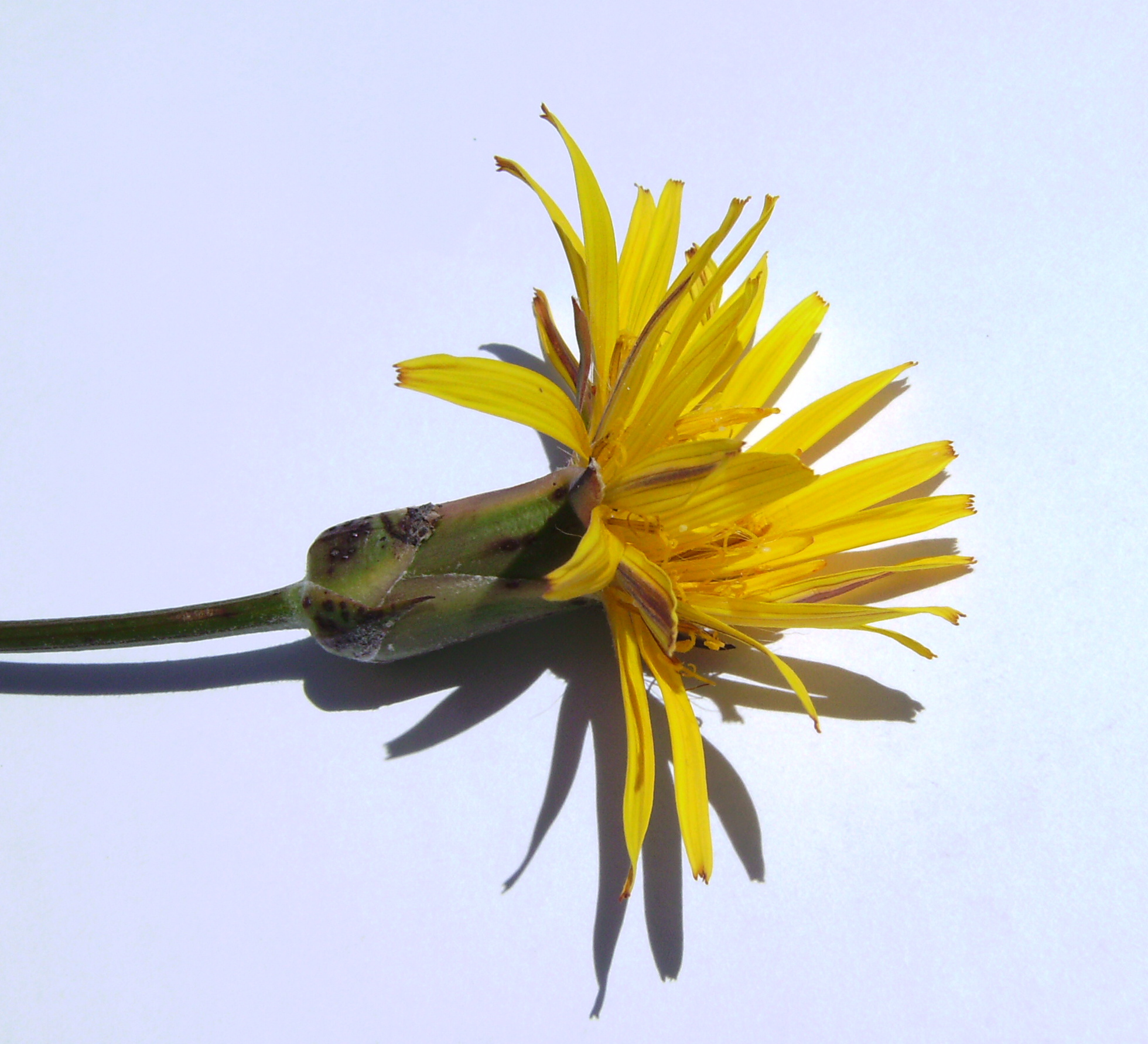
Capítol floral d'una Scorzonera hispanica silvestre

Es tracta d'una planta típicament d'hivern, però es considera una planta perenne (ja que s'aconsegueix cultivar anualment) i hemicriptòfita.

### Morfologia vegetativa
Vegetal glabrescent que té una arrel que necessita almenys 4 mesos per desenvolupar-se totalment. Durant el seu desenvolupament, l'escurçonera pot arribar a mesurar fins a 90 cm d'alçada, mentre que durant el segon any de creixement pot emetre tiges molt ramificades que arriben fins a 1,2 m. Té una arrel gruixuda i resistent que pot trobar-se excavant aproximadament un pam sota terra. És fasciculada i té una llargària de 20 a 30 cm i un diàmetre d'entre 3 a 4 cm. Si es talla sagitalment es podria observar que es desprèn fàcilment; el seu interior és de color marronós clar. Per a la total recol·lecció de l'arrel cal cavar un bon solc, ja que aquesta es ramifica força pel subsòl, creant estructures xarxoses força vistoses.
La tija té una escorça negrosa i força esquerdada, que es va estovant com més se separa del terra. En la base de la tija, a nivell de terra, s'estén una rosella actinomorfa de fulles seques d'anys anteriors, anomenades fulles basals o caulinars.
Les fulles caulinars o bassals estan agrupades de forma força densa, són lanceolades, acuminades, amb una superfície ondulada i amb la possibilitat d'observar petites serres, sobretot a la punta de la fulla. Mesuren de 5 a 15 cm de longitud i d'1 a 3 cm d'amplada.
Les fulles superiors són força més escasses, es diferencien notablement de les basals perquè són més petites, ja que mesuren d'1 a 5 cm de longitud i de 60 a 100 mm d'amplada. Són amplexicaules i acaben amb una llarga punta subulada.
En l'extrem de la tija superior es formen capítols solitaris, grans i terminals on les bràctees de la flor, que s'agrupen en dimensions de 20 a 45 mm formant diverses fileres de bràctees aplicades una mica acuminades i escarioses al marge.

### Morfologia floral
La flor és ligulada, zigomorfa i hermafrodita. Es troba disposada sobre un capítol sense esquames. La flor és groga i té un calze transformat en un plomall i pluriseriat de pèls. Té una corol·la groga, tubular i amb una lígula aproximadament dues vegades més llarga que l'involucre.
L'androceu està format per 5 estams amb les anteres soldades en forma de tub, d'un color semblant al púrpura. El gineceu és ínfer i consta de dos carpels soldats en un ovari unilocular, que conté un sol primordi seminal.
El fruit és un aqueni de 10 a 18 mm de llargada, muricat i quasi espinós.
Presenta un papus de color blanc brut, aproximadament igual de llarg que l'aqueni. Aquests aquenis marginals són rugosos o tuberculats, mentre que els que provenen de les flors centrals són llisos.

## Farmacologia

### Valor nutritiu
El valor net de 100 g d'escuçonera Hispànica és de:
| Valor energètic | kcal / 289 kJ |
| Carbohidrats    | 12,5 g        |
| Proteïnes       | 1,5 g         |
| Greixos         | 0,5 g         |
| Vitamina C      | 5 mg          |
| Vitamina B1     | 0,05 mg       |
| Vitamina B2     | 0,02 mg       |
| Potassi         | 400 mg        |
| Calci           | 60 mg         |
| Ferro           | 1,5 mg        |

### Accions farmacològiques
La droga o part fonamental d'aquesta planta és l'arrel, ja que es tracta de la regió vegetal més rica en components químics i nutrients.
- Activitat nutricional:

Destacada a nivell nutricional per posseir alts continguts en vitamines E, B1 i riboflavina, de minerals com el ferro, el fòsfor i el calci. Però en l'arrel es troben sobretot glúcids de coniferina, asparagina, manita, levulina, colina, bases aloxúriques, arginina, histidina, quantitats importants de trigonelina i proteases. En canvi, com a substàncies de reserva trobem la inulina. En el làtex de l'escurçonera hi ha cautxú, lactucerol α i β, àcid ascètic, inosita i lacucina.
Malgrat les miraculoses propietats que van relacionar-se amb aquest vegetal, avui en dia s'utilitza per les seves propietats diürètiques. És també molt útil per a persones que no poden prendre fècula, com els diabètics (ja que és un vegetal pobre en glúcids).

### Toxicitat
És molt baixa. S'han descrit casos clínics d'incompatibilitat gàstrica, però de forma molt puntual i en casos greus o terminals relacionats amb altres patologies d'origen al·lèrgic o intestinoestomacal.

## Conreu i usos

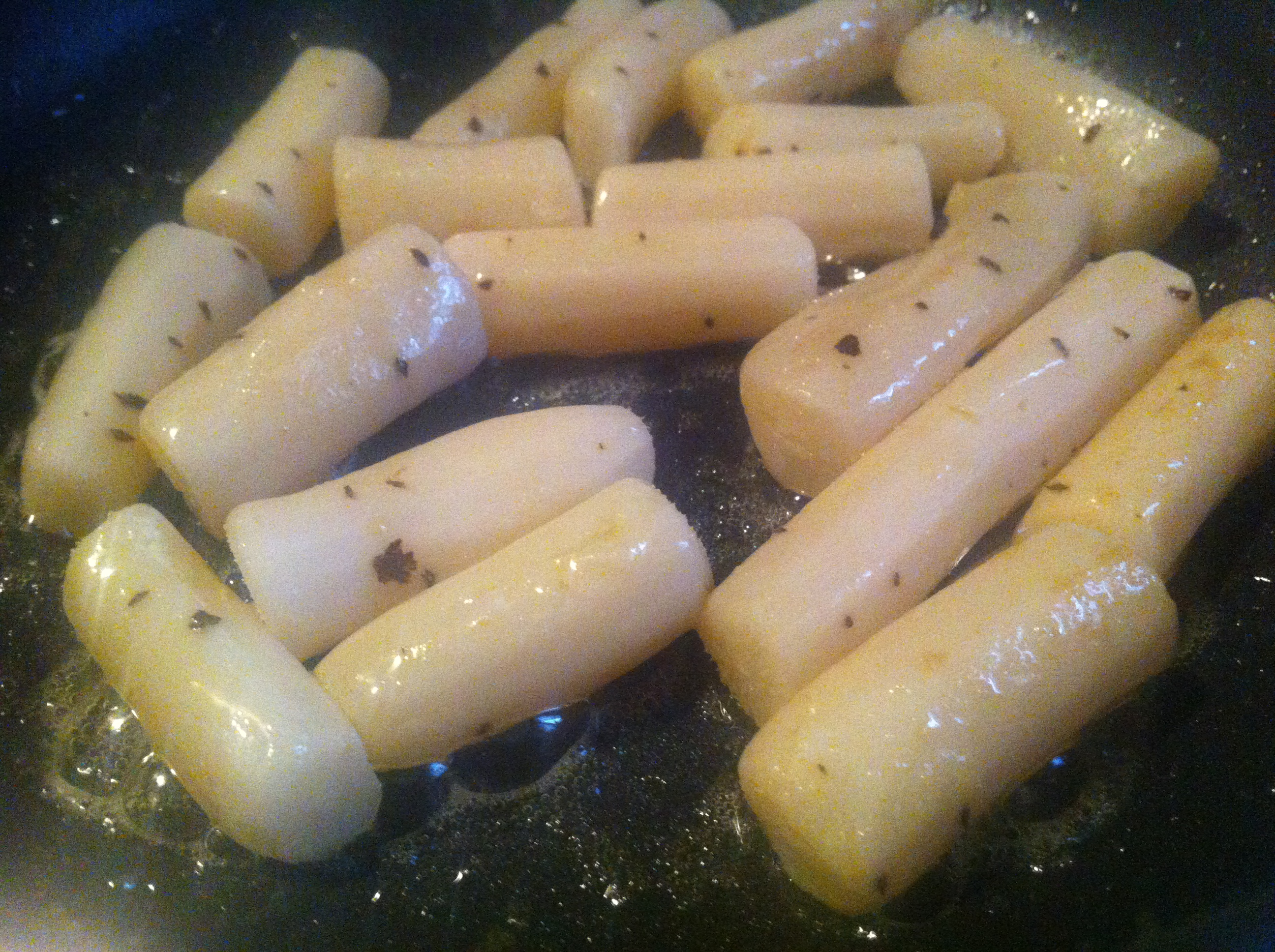
Rels d'escurçonera cuinades

Conreada especialment a França, Bèlgica i Països Baixos per aprofitar les rels. Necessita terres profundes i soltes per tal que l'arrel creixi llarga i sense bifurcar. Un cop arrencada l'arrel la part que hi queda torna a desenvolupar la planta. Com totes les Asteraceae conté inulina i no midó com a substància de reserva. Es considera un menjar delicat propi de l'alta cuina especialment a França. Darrerament s'està introduint molt en la cuina als Països Catalans (on és una planta autòctona).

## Galeria d'imatges

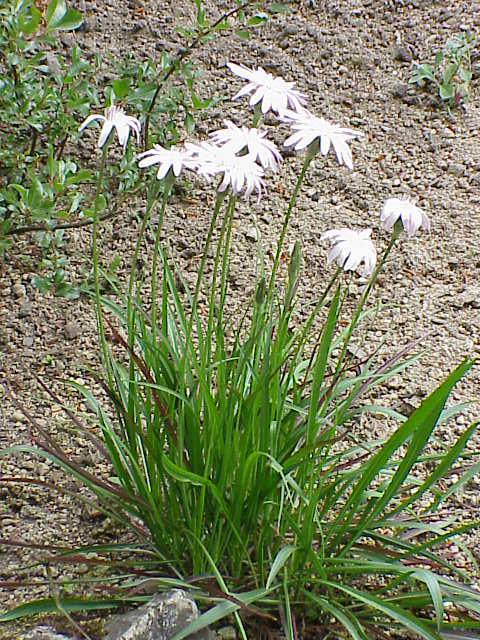
Varietat d'Escorçunera
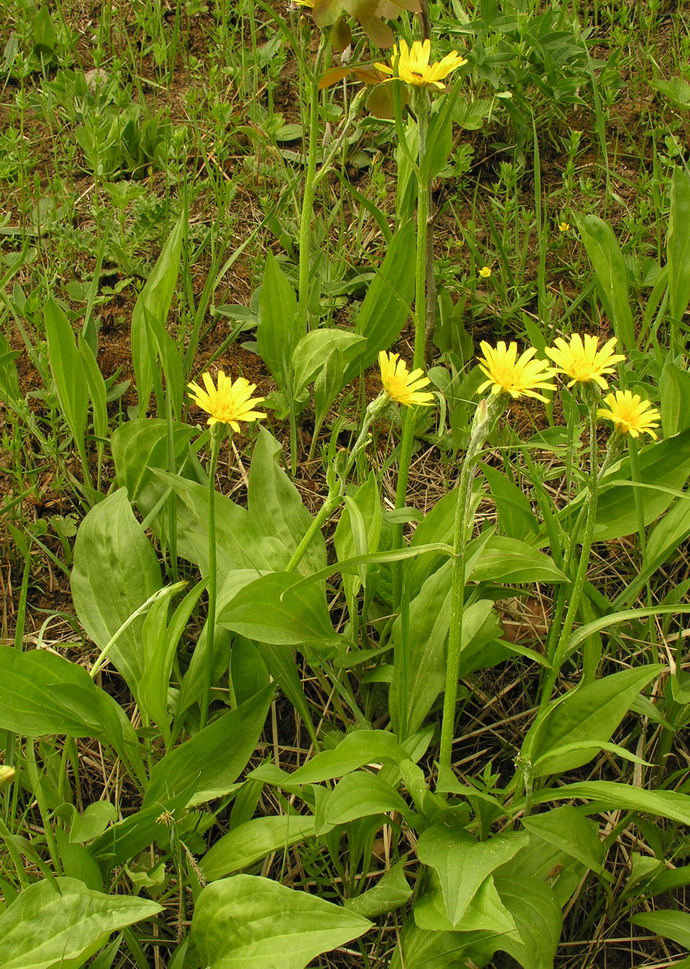
Aspecte general
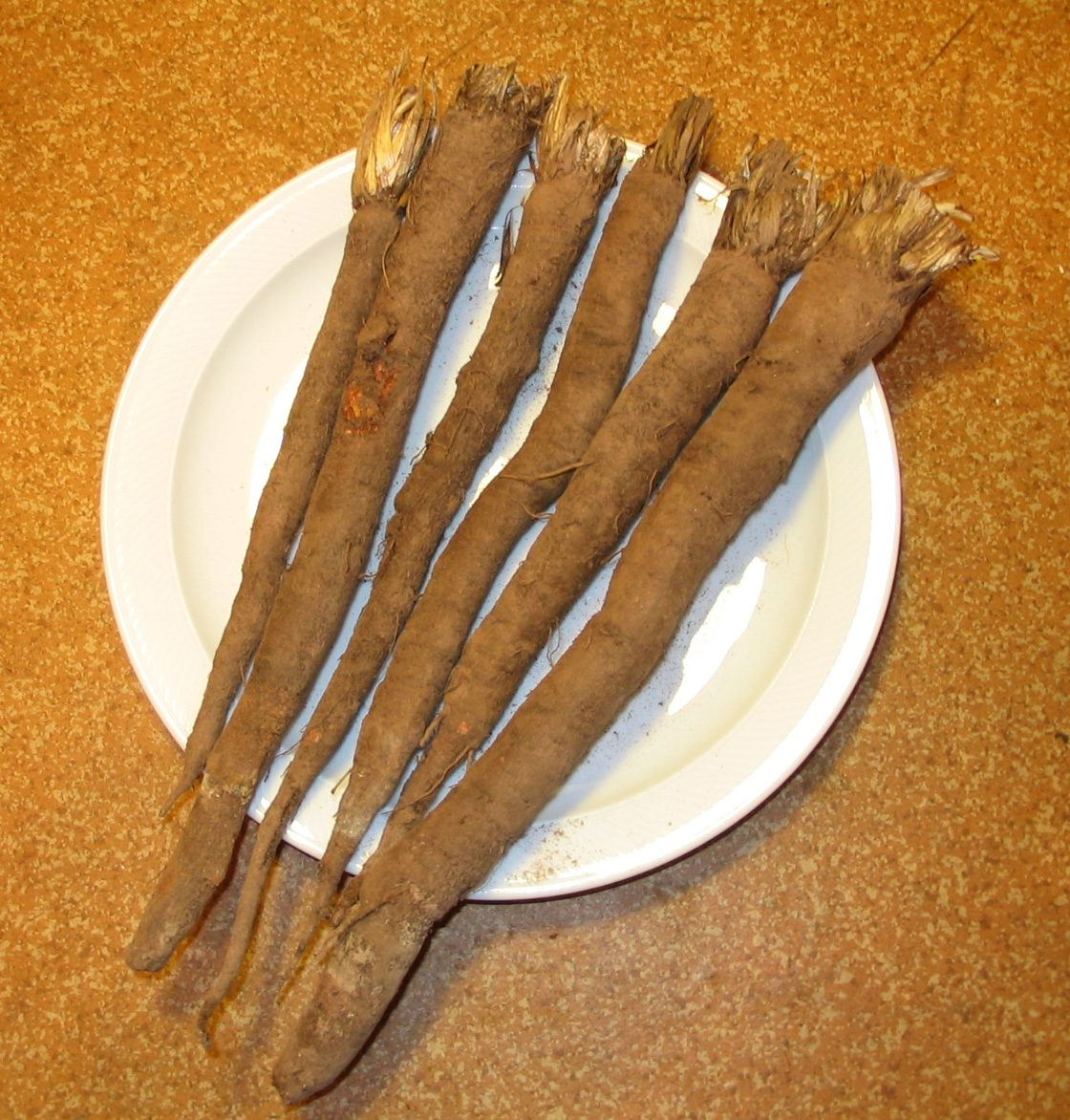
Rels d'Escurçonera
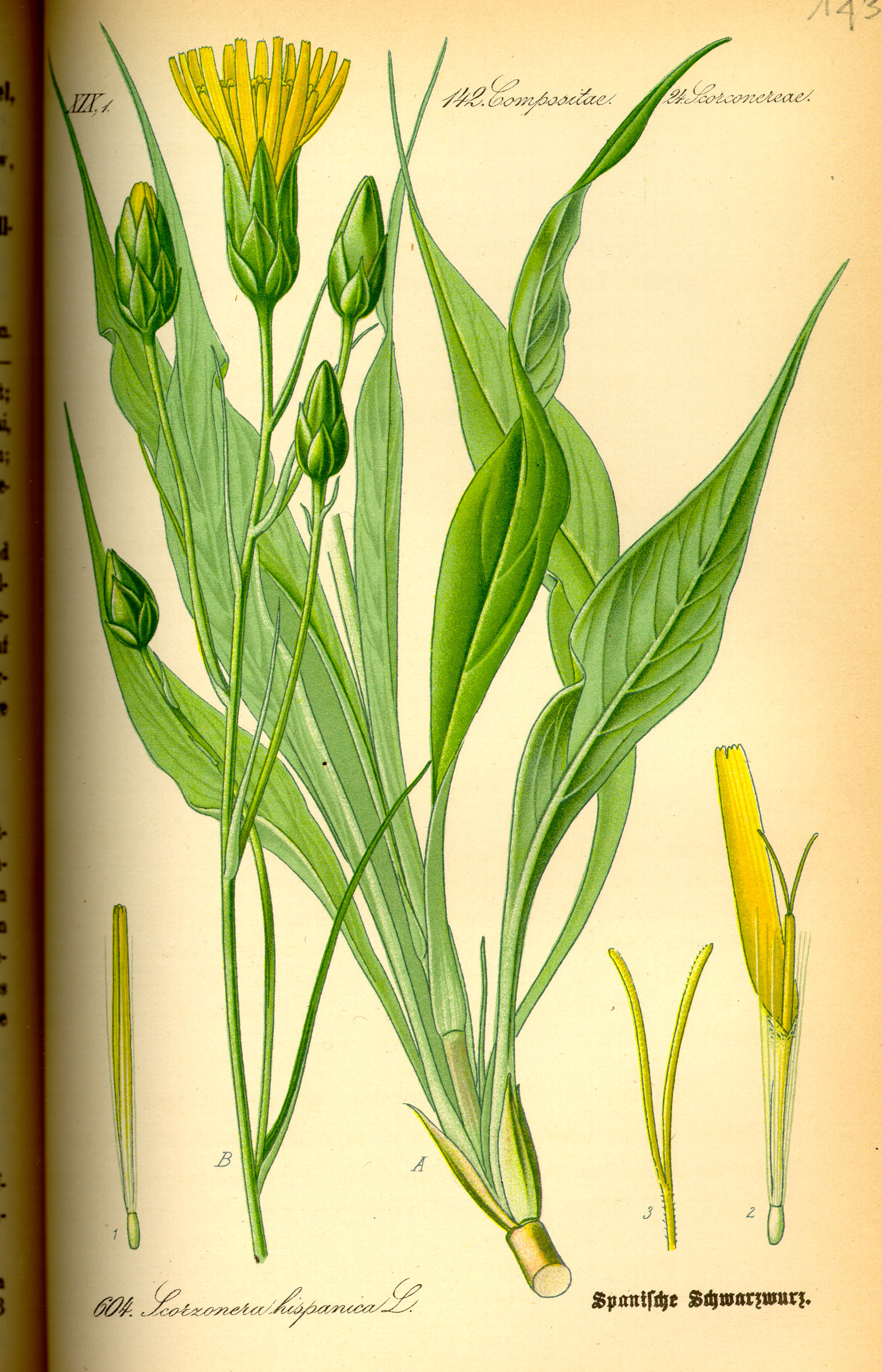
Làmina
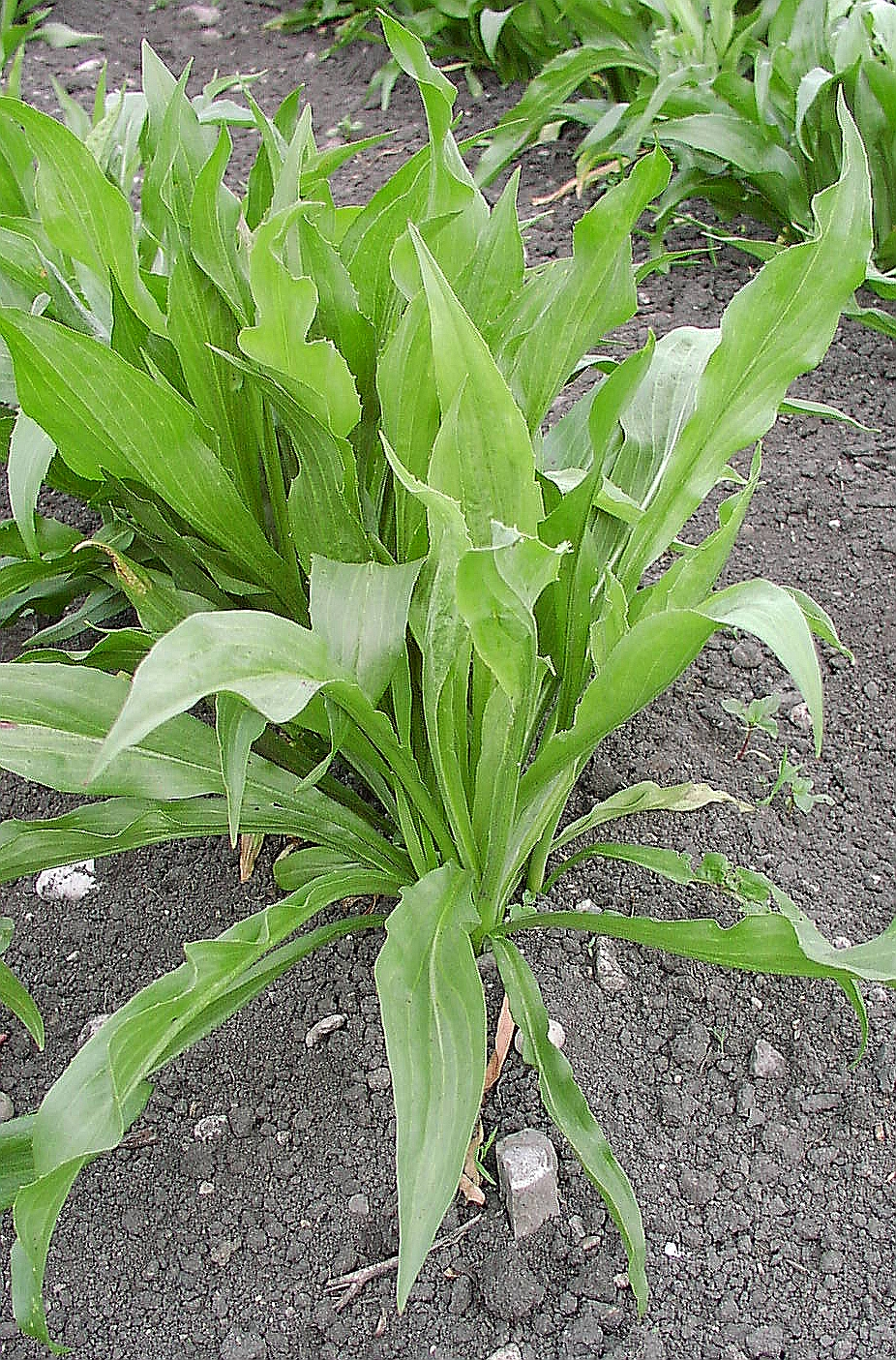
Aspecte sense flors
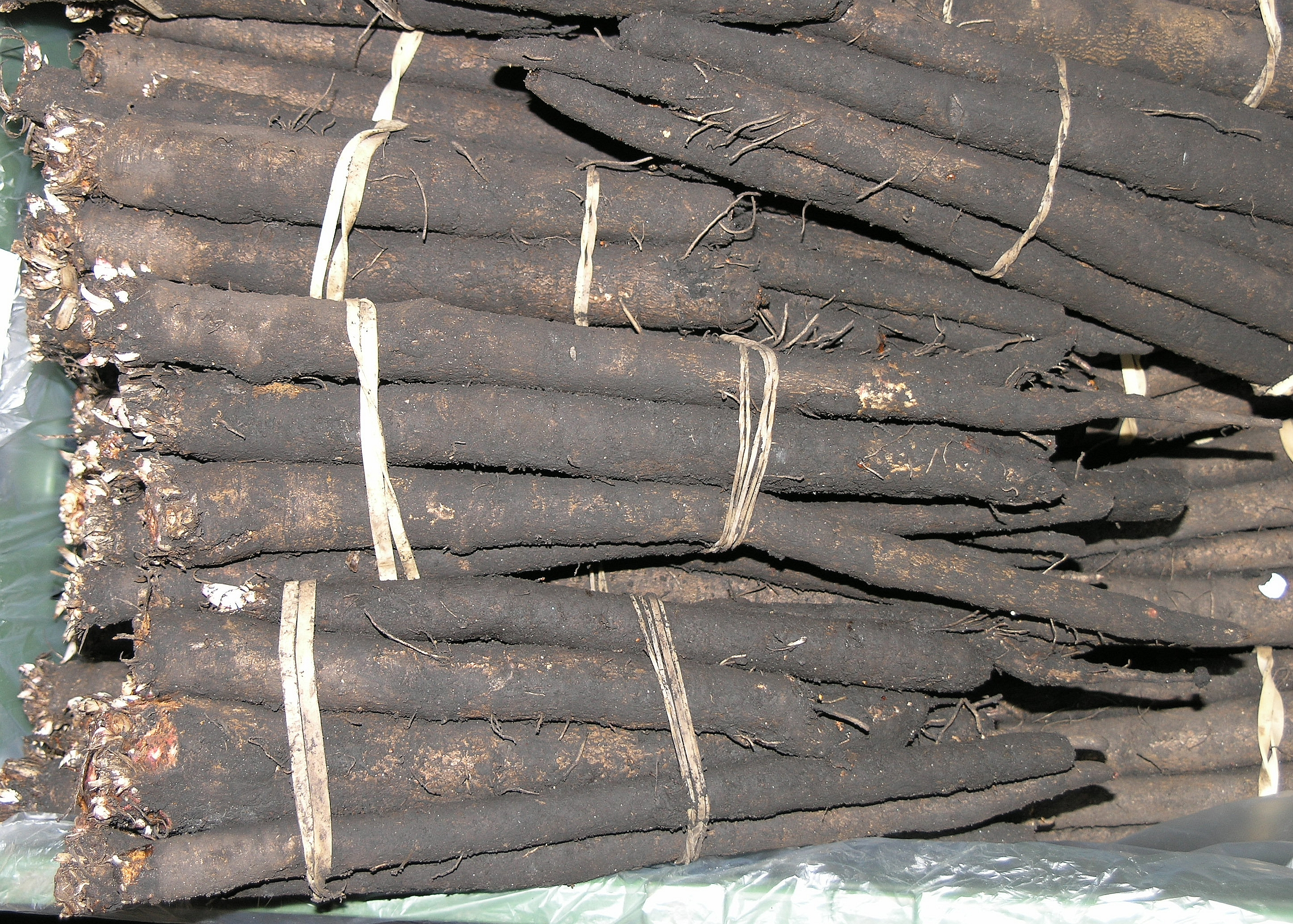
Rels d'Escurçonera
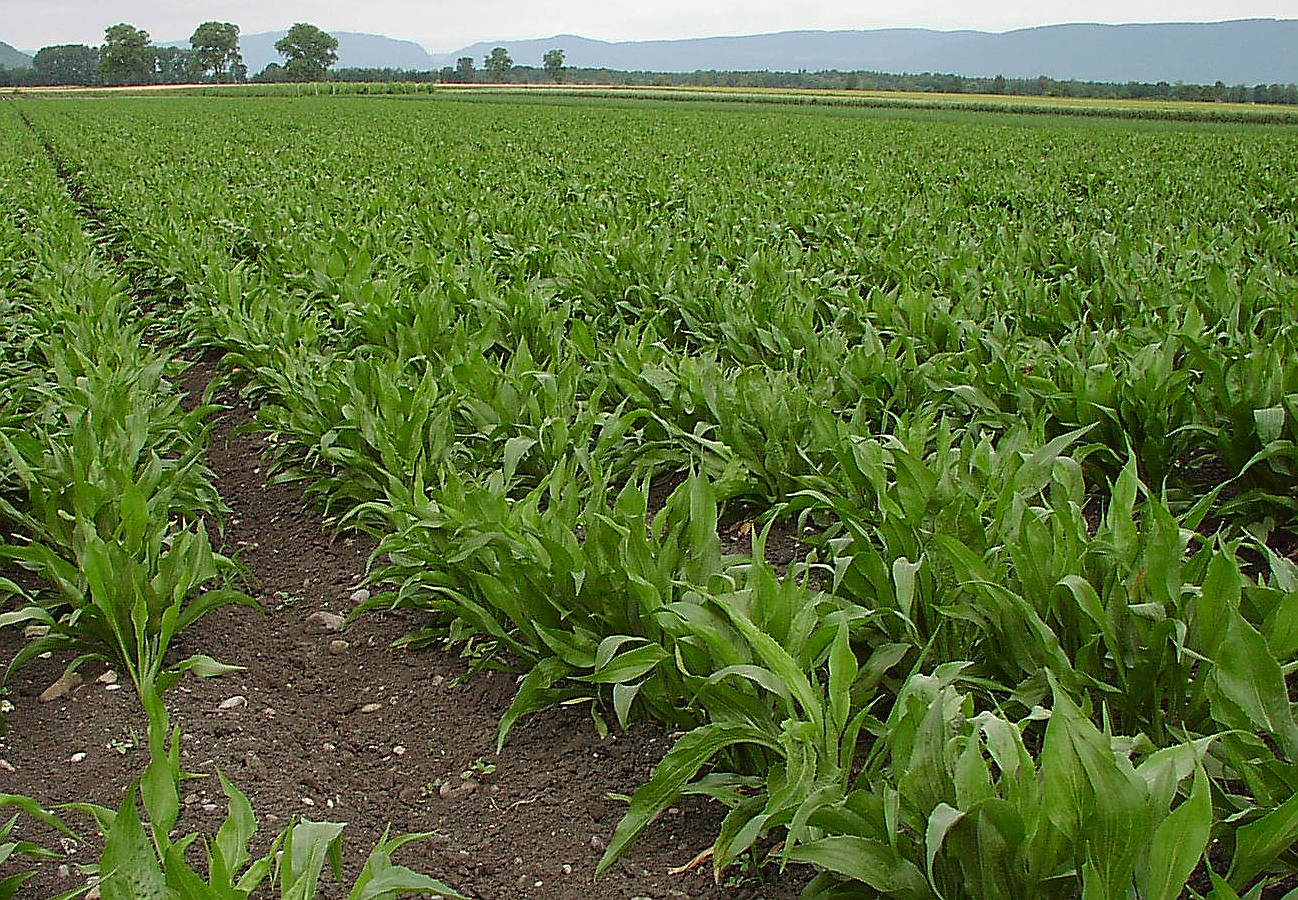
Plantació
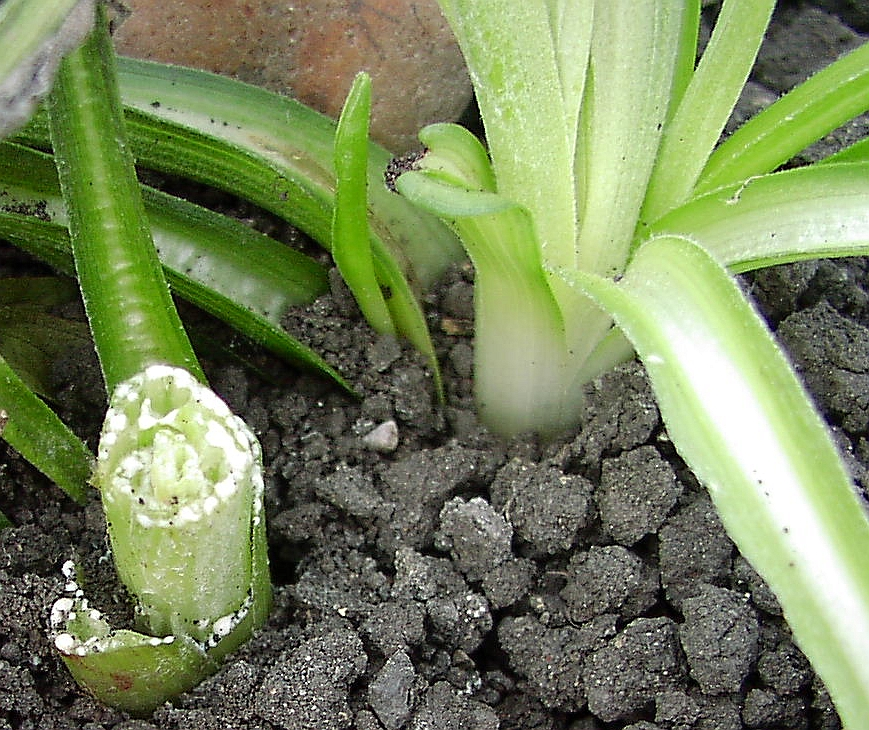
Tall de la tija

## Curiositats
Aquesta espècie té fulles de forma força variable: estretes (amb només 5mm d'amplada), allargades, planes, llises, etc. i per això no és un tret gaire característic ni recomanat a l'hora d'identificar el vegetal.
L'olor de les flors d'escurçonera recorda el cacau i darrerament s'està emprant molt en l'alta cuina com a ornament i potenciador del sabor.
Històricament cal remarcar que hi ha hagut una gran controvèrsia i confusió inevitable entre l'Scorzonera hispanica i el Tragopogon, ja que tenen unes característiques morfològiques molt semblants.